# Gröpern 10 (Quedlinburg)

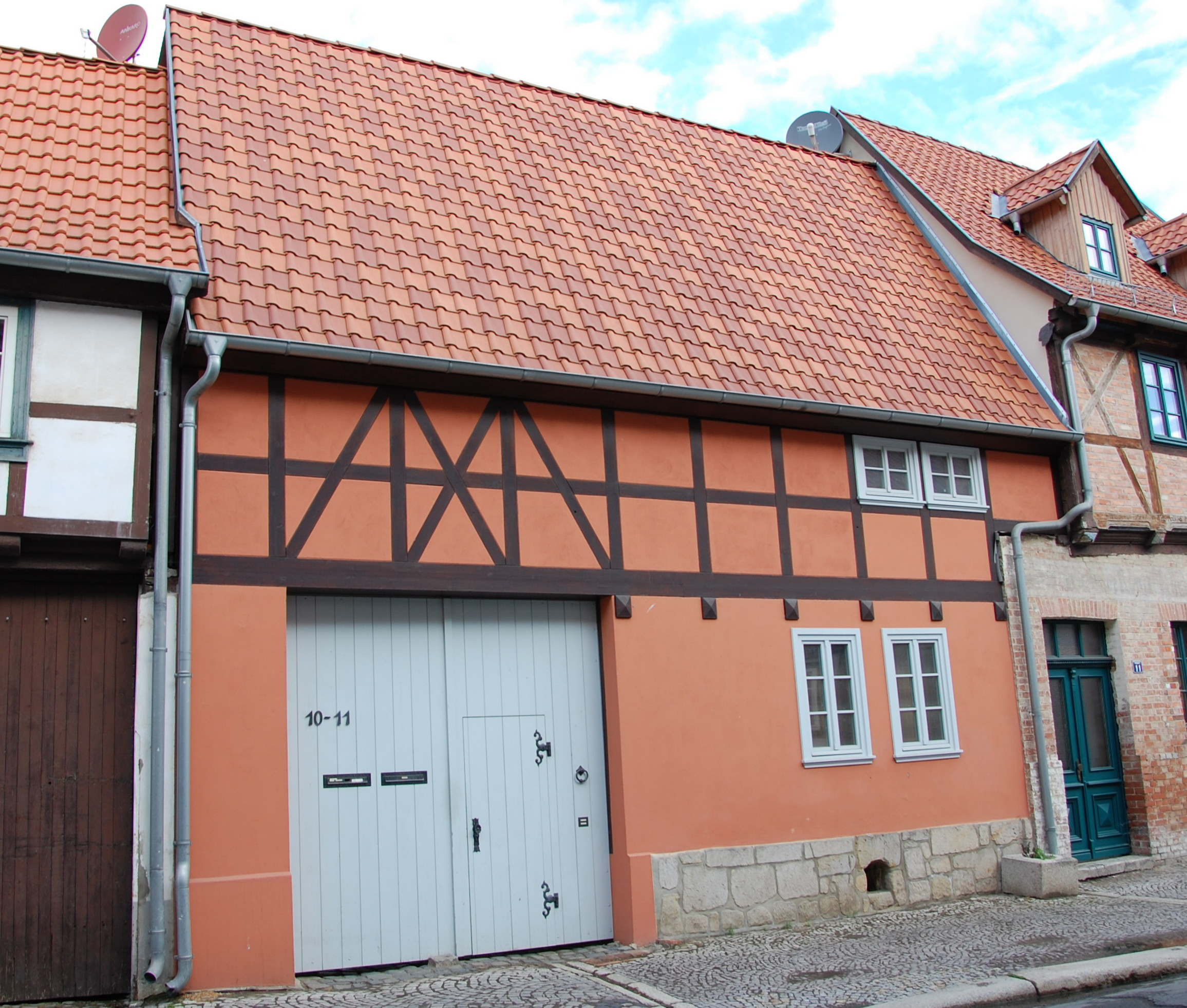
Ersatzneubau Gröpern 10 im Jahr 2013

Das Haus Gröpern 10 ist ein denkmalgeschütztes Gebäude in Quedlinburg in Sachsen-Anhalt.

## Lage
Das im Quedlinburger Denkmalverzeichnis als Ackerbürgerhof eingetragene Gebäude befindet sich nördlich der Quedlinburger Altstadt auf der Westseite der Straße Gröpern. Es gehört zum UNESCO-Weltkulturerbe. Nördlich grenzt das gleichfalls denkmalgeschützte Haus Gröpern 11 an.

## Architektur und Geschichte
Die Hofanlage gliederte sich in einen nördlichen und einen südlichen Teil. Der nördliche Teil war älter und entstand in der Zeit um 1700. Das obere Geschoss war in Fachwerkbauweise errichtet und umfasste fünf Gebinde. Bemerkenswert war eine barocke Fase an der Stockschwelle. Darüber hinaus bestand eine Brüstungsstrebe. Im südlichen, jüngeren Teil befand sich eine Tordurchfahrt sowie ein Hauseingang und Wirtschaftsbereich. Der Südteil, sowie das Untergeschoss des nördlichen Gebäudeteils wurden im 19. und 20. Jahrhundert erneuert.
Ursprünglich könnten Gröpern 10 und 11 bereits eine Einheit gebildet haben. Ende des 20. Jahrhunderts waren die Grundstücke jedoch getrennt. Anfang des 21. Jahrhunderts erfolgte eine Zusammenführung der Anwesen.
Für das Haus Gröpern 10 bestand im Jahr 2001 wegen Einsturzgefahr eine Abrissverfügung. Es erfolgte ein weitgehender Umbau des Anwesens.